# تام بروکا
تام بروکا (انگلیسی: Tom Brokaw؛ زادهٔ ۶ فوریهٔ ۱۹۴۰) روزنامه‌نگار، گوینده اخبار و نویسنده اهل ایالات متحده آمریکا است. وی از سال ۱۹۶۰ میلادی تاکنون مشغول فعالیت بوده‌است. بروکا از مجریان ان‌بی‌سی نیوز می‌باشد و از سال ۱۹۸۲ تا ۲۰۰۴ اخبار شبانگاهی شبکه ان‌بی‌سی را برعهده‌داشت. بروکا به شکل نیمه‌بازنشسته فعالیت خود را ادامه می‌دهد.